# Miriam Makeba
Zenzile Miriam Makeba, també coneguda com a «Mama Afrika» (Johannesburg, 4 de març de 1932 - Castel Volturno, 9 de novembre de 2008) va ser una cantant sud-africana i activista dels drets civils. Així mateix va esdevenir una icona de la lluita contra el racisme i l'apartheid a Sud-àfrica.

## Biografia
Makeba va néixer el 4 de març de 1932 a Johannesburg (Sud-àfrica). La seva mare era una sangoma de l'ètnia suazi que es dedicava a l'art de la cura amb productes naturals de la terra (trementinaires) associats a la pràctica de la medicina tradicional sud-africana, dins els coneixements ancestrals de la medicina tradicional africana. El seu pare, que va morir quan Makeba tenia sis anys, era de l'ètnia xosa.
En 1949, Makeba es va casar amb el policia James Kubay, del qual es va separar dos anys després i amb el qual va tenir la seva única filla, Bongi Makeba, el 1950. Poc després se li va diagnosticar un càncer de mama i, després de dos anys de matrimoni el seu marit la va deixar. Una dècada més tard va tenir un cáncer de coll d'úter que també va superar.
S'inicià en el món de la cançó al Kilmerton Training Institute de Pretòria, centre en el que s'instruí durant vuit anys. A la dècada de 1950 s'integrà al grup Manhattan Brothers, abans de fundar la seva pròpia banda, The Skylarks, que barrejava jazz amb música tradicional sud-africana.
Com que no podia dur a terme la carrera musical que ella volia pel seu activisme compromès, la cantant deixà el seu pais. Inicialment va viatjar a Venècia per després arribar a Londres, on va conèixer Harry Belafonte, que la va ajudar a entrar als Estats Units i amb el qual es va associar artísticament.
El 1967, Miriam Makeba va arribar a Guinea per invitació del president, Sékou Touré. Allà va manifestar el seu desig de convertir-la en ciutadana honorària. Hi va residir durant vint-i-cinc anys. Guinea va ser el primer en la línia de països no alineats que lluitaven contra l'imperialisme i el colonialisme. A partir de la dècada de 1960, altres països van seguir per donar-li un passaport diplomàtic (Tanzània, Cuba, Algèria, Nigèria, Sudan, etc.). Miriam va esdevenir una activista afroamericana, en conèixer el líder del moviment Black Panther, Stokely Carmichael. Aquesta aventura amorosa posaria en marxa una nova cadena de contratemps, començant per la prohibició de tornar als Estats Units. Carmichael, considerat indesitjable al seu país d'origen i va estar sota constant vigilància del FBI. La vigilància a què estava sotmesa l'obligarien a traslladar la seva residència a Guinea Conakry. El matrimoni amb Carmichael va durar nou anys, casant-se més tard amb el trompetista de jazz sud-africà Hugh Masekela. Va poder tornar a Sud-àfrica el 10 de juny de 1990, un cop excarcerat Nelson Mandela, el qual li va oferir participar en el seu govern.
A causa del seu activisme en pro dels drets humans, Makeba va crear la fundació humanitària Zenzile Mariam Makeba, que el 2001 va posar en marxa el Centre de Rehabilitació Miriam Makeba per a Nenes.
Va aconseguir la seva màxima popularitat amb el tema "Pata Pata", que va ser difós a diferents països del món assolint els primers llocs en els rànquings de música pop.
L'any 2001, va ser guardonada amb el premi de la pau Otto Hahn, atorgat per l'Associació Alemanya de l'ONU. El 2002 va ser guardonada amb el Polar Music Prize que atorga la Reial Acadèmia Sueca de Música.
El 9 de novembre de 2008 va morir a la localitat de Castel Volturno al sud d'Itàlia, a causa d'un infart que es va produir després d'un concert contra el racisme i la màfia a favor del periodista i escriptor italià Roberto Saviano, autor del llibre Gomorra.

## Discografia

### Àlbums
- Miriam Makeba (album): 1960
- The World Of Miriam Makeba: 1962
- Makeba (album): 1963
- Makeba Sings: 1965
- An Evening With Belafonte/Makeba (with Harry Belafonte): 1965
- The Click Song: 1965
- All About Makeba: 1966
- Malaisha: 1966
- The Promise (Miriam Makeba album): 1974
- Country Girl (album): 1975
- Pata Pata (album): 1977
- Sangoma (album): 1988
- Welela: 1989
- Eyes On Tomorrow: 1991
- Sing Me A Song (Miriam Makeba album): 1993
- A Promise (Miriam Makeba): 1994
- Live From Paris & Conakry: 1998
- Homeland (Miriam Makeba), 2000
- Keep Me In Mind (album), 2002
- Reflections (Miriam Makeba album), 2004

### Compilacions
- Africa 1960-65 recordings, 1991
- The Best Of Miriam Makeba & The Skylarks 1956-59 recordings, 1998
- Mama Africa: The Very Best Of Miriam Makeba, 2000
- The Guinea Years, 2001
- The Definitive Collection, 2002
- The Best Of The Early Years, 2003

## Guardons
Nominacions
- 1961: Grammy al millor nou artista